# Rain Man (colonna sonora)
Rain Man (1988) è la colonna sonora del film Rain Man - L'uomo della pioggia (Rain Man), diretto da Barry Levinson. Nomination all'Oscar alla migliore colonna sonora

## Tracce
1. Iko Iko  - The Belle Stars - 2:53
2. Scatterlings Of Africa  - Johnny Clegg & Savuka - 4:05
3. Dry Bones  - The Delta Rhythm Boys - 2:53
4. At Last  - Etta James - 3:00
5. Lonely Avenue  - Ian Gillan & Roger Glover - 3:09
6. Nathan Jones  - Bananarama - 5:10
7. Leaving Wallbrook / On The Road  - Hans Zimmer - 2:52
8. Las Vegas / End Credits  - Hans Zimmer - 8:20
9. Stardust  - Rob Wasserman & Aaron Neville - 4:35
10. Beyond The Blue Horizon  - Lou Christie - 3:44